# Lobats
Pel que fa al districte de São Tomé i Príncipe, vegeu Lobata (São Tomé i Príncipe).
Els lobats (Lobata) són un ordre de Ctenophora de la classe Tentaculata. Tenen uns tentacles més petits que els d'altres ctenòfors. Va ser anomenat per Johann Friedrich Eschscholtz l'any 1825. Es troben al mar Negre i també a la mar Càspia. Fan uns 25 centímetres de longitud.

## Taxonomia
L'orde dels lobats inclou les següents famílies:
- Família Bathocyroidae Harbison & Madin, 1982
- Família Bolinopsidae Bigelow, 1912
- Família Eurhamphaeidae L. Agassiz, 1860
- Família Lampoctenidae Harbison, Matsumoto & Robison, 2001
- Família Leucotheidae Krumbach, 1925
- Família Lobatolampeidae Horita, 2000
- Família Ocyropsidae Harbison & Madin, 1982